# Coccycua minuta
Coccycua minuta là một loài chim trong họ Cuculidae.